# Silvano Flaborea
Silvano Flaborea (San Michele al Tagliamento, 4 aprile 1938 – Arezzo, 12 maggio 2024) è stato un calciatore e allenatore di calcio italiano, di ruolo attaccante.

## Carriera

### Calciatore
Giocò cinque stagioni in Serie B con Como, Arezzo, Verona e Reggiana per un totale di 87 presenze e 19 gol.
In carriera collezionò anche sette stagioni in Serie C con Civitanovese, Arezzo, Torres e Siena con 184 presenze e 50 gol.

### Allenatore
Allenò il Lanciano, nella stagione 1982-1983, in Serie C2 sostituendo Giuseppe Brizi a campionato già iniziato e venendo a sua volta rimpiazzato, prima della fine del torneo, da Domenico Genovese. All'inizio della stagione 1988-1989 allenò il Pordenone, venendo poi sostituito da Beniamino Cancian.

## Palmarès

### Giocatore

#### Competizioni nazionali
- Serie C: 1

Arezzo: 1965-1966